# Villavallelonga
Villavallelonga là một đô thị thuộc tỉnh L'Aquila trong vùng Abruzzo của Ý. Ý. Đô thị này có diện tích 73 km², dân số 1004 người. Các đô thị giáp ranh gồm:
Balsorano, Campoli Appennino (FR), Collelongo, Lecce nei Marsi, Pescasseroli, Pescosolido (FR).